# أولد بيكسلي وسيدكوب (دائرة انتخابية في المملكة المتحدة)
أولد بيكسلي وسيدكوب (بالإنجليزية: Old Bexley and Sidcup)‏ هي إحدى الدوائر الانتخابية في المملكة المتحدة الممثلة في مجلس العموم في برلمان المملكة المتحدة.
عضو البرلمان الذي يمثلها حالياً هو :Derek Conway (Con).